# Cyaniner
Cyaniner även kallade tetrametylindo(di)-karbocyaniner, är en grupp av syntetiska färgämnen som hör till gruppen polymetiner. Beroende på strukturen täcker de ett spektrum från infrarött till ultraviolett.
Kemiskt är cyaniner ett konjugerat system mellan två kväveatomer; I varje resonansstruktur oxideras exakt en kväveatom till ett iminium. Vanligtvis utgör de en del av ett kvävehaltigt heterocykliskt system.
Cyaniner har många användningsområden som fluorescerande färgämne, speciellt inom biokemin. Huvudapplikationen för cyaninfärger är i biologisk märkning. Ändå finns det en bred litteratur om både deras syntes och användningsområden, och cyaniner är vanliga i vissa CD- och DVD-medier.

## Struktur

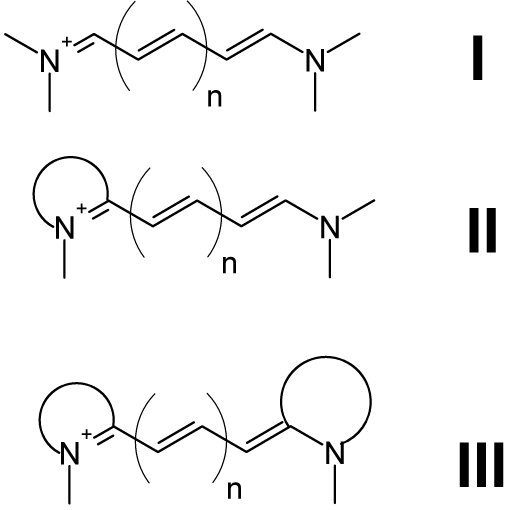
Cyaniner:
I = Streptocyaniner,
II = Hemicyaniner,
III = Slutna cyaniner

Cyaniner har klassificerats på många sätt:
- Streptocyaniner eller öppna cyaniner:

R2N+=CH[CH=CH]n-NR2 (I)
- Hemicyaniner:

Aryl=N+=CH[CH=CH]n-NR2 (II)
- Slutna cyaniner:

Aryl=N+=CH[CH=CH]n-N=Aryl (III)
Dessutom känns dessa klasser igen:
- Neutrocyaniner:

R2N+=CH[CH=CH]n-CN and  R2N+=CH[CH=CH]n-CHO
- Merocyaniner including spiropyraner och kinoftaloner.

- Apocyaniner

där två kvartära kväveatomer är anslutna till polymetinkedjan. Båda kvävena kan var och en vara oberoende av en heteroaromatisk del, såsom pyrrol, imidazol, tiazol, pyridin, kinolin, indol, bensotiazol, etc. 

## Historik och användning inom industrin
Cyaniner syntetiserades först för över ett sekel sedan. De användes ursprungligen och görs så fortfarande, för att öka känslighetsområdet för fotografiska emulsioner, det vill säga för att öka våglängdsområdet som kommer att bilda en bild på filmen, vilket gör filmen pankromatisk. Cyaniner används också i CD-R- och DVD-R-media. De som används är mestadels gröna eller ljusblå färger och är kemiskt instabila. Av den anledningen är ostabiliserade cyaninskivor olämpliga för arkivering av CD och DVD. Nya cyaninskivor innehåller stabilisatorer, som vanligtvis är en metallatom bunden till cyaninmolekylen som bromsar försämringen avsevärt. Dessa skivor är ofta klassade med en arkivlivslängd på 75 år eller mer. De andra färgämnena som används i CD-R är ftalocyanin och azo. 

### Användning inom bioteknik
För tillämpningar inom bioteknik syntetiseras speciella cyaninfärger från 2, 3, 5 eller 7-metinstrukturer med reaktiva grupper på endera eller båda kväveändarna så att de kan kopplas kemiskt till antingen nukleinsyror eller proteinmolekyler. Märkning görs för visualiserings- och kvantifieringsändamål. Biologiska tillämpningar är jämförande genomisk hybridisering och genchips, som används i transkriptomik, och olika studier inom proteomik såsom RNA-lokalisering, molekylära interaktionsstudier genom fluorescensresonansenergiöverföring (FRET) och fluorescerande immunanalyser.
Cyaninfärger finns med olika modifieringar såsom metyl-, etyl- eller butylsubstituenter, karboxyl-, acetylmetoxi- och sulfogrupper som förändrar deras hydrofilicitet.
| Sond  | Ex (nm)   | Em (nm)   | MW   | Kvantutbyte |
| ----- | --------- | --------- | ---- | ----------- |
| Cy2   | 489       | 506       | 714  | QY 0.12     |
| Cy3   | (512);550 | 570;(615) | 767  | QY 0.15 *   |
| Cy3B  | 558       | 572;(620) | 658  | QY 0.67     |
| Cy3.5 | 581       | 594;(640) | 1102 | QY 0.15     |
| Cy5   | (625);650 | 670       | 792  | QY 0.27     |
| Cy5.5 | 675       | 694       | 1128 | QY 0.28     |
| Cy7   | 743       | 767       | 818  | QY 0.28     |

Ex (nm): Excitationsvåglängd i nanometer Em (nm): Emissionsvåglängd i nanometer 
MW: Molekylvikt
QY: Kvantutbyte
- Beror starkt på viskositet, temperatur, och biomolekylära interaktioner.[11]

## Vanliga cyaninfärgämnen och deras användningsområden
Eftersom de ger ljusare och stabilare fluorescens kan cyaniner med fördel ersätta konventionella färgämnen som fluorescein och rodaminer.
- Cy3 och Cy5 är de mest populära, som vanligtvis kombineras för 2-färgdetektering.

Cy3 fluorescerar gröngul (~ 550 nm excitation, ~ 570 nm emission), medan Cy5 är fluorescerande i det fjärröda området (~ 650 excitation, 670 nm emissikon). Cy3 kan detekteras av olika fluorimetrar, bildläsare och mikroskop med standardfilter för tetrametylrhodamin (TRITC). På grund av sin höga molära skymningskoefficient detekteras detta färgämne också lätt med blotta ögat på elektroforesgeler och i lösning. Cy5 blev en populär ersättning för långt röda fluorescerande färgämnen på grund av dess höga skymningskoefficient (så liten som 1 nanomol kan detekteras i gelelektrofores med blotta ögat) och dess fluoroforemission maximalt i det röda området, där många CCD-detektorer har maximal känslighet och biologiska föremål ger låg bakgrundsinterferens.
Scanrarna använder faktiskt olika laseremissionsvåglängder (vanligtvis 532 nm och 635 nm) och filtervåglängder (550-600 nm och 655-695 nm) för att undvika bakgrundskontaminering. De kan därmed enkelt skilja färger från Cy3 och från Cy5, och kan också kvantifiera mängden Cy3- och Cy5-märkning i ett prov (multiparametrisk detektering).
- Andra användbara cyaninfärgämnen är:

Cy3.5 kan ersätta sulfoRhodamine 101.
Cy5.5 är ett nära infrarött (IR) fluorescensemitterande färgämne (excitation / utsläpp maximalt 678/694 nm).
Cy7 är en nära-IR-fluor som är osynlig för blotta ögat (excitation/emission max 750/776 nm). Det används i in vivo-bildapplikationer, liksom Cy7.5-färgämnet.
Sulfocyaninfärger bär en eller två sulfogrupper, vilket gör Cy-färgämnet vattenlösligt, men tri- och quadrisulfonerade former är tillgängliga för ännu högre vattenlöslighet. PEGylation är en annan modifiering som ger hydrofilicitet, inte bara till färgämnet utan också till det märkta konjugatet.

### Applikationer

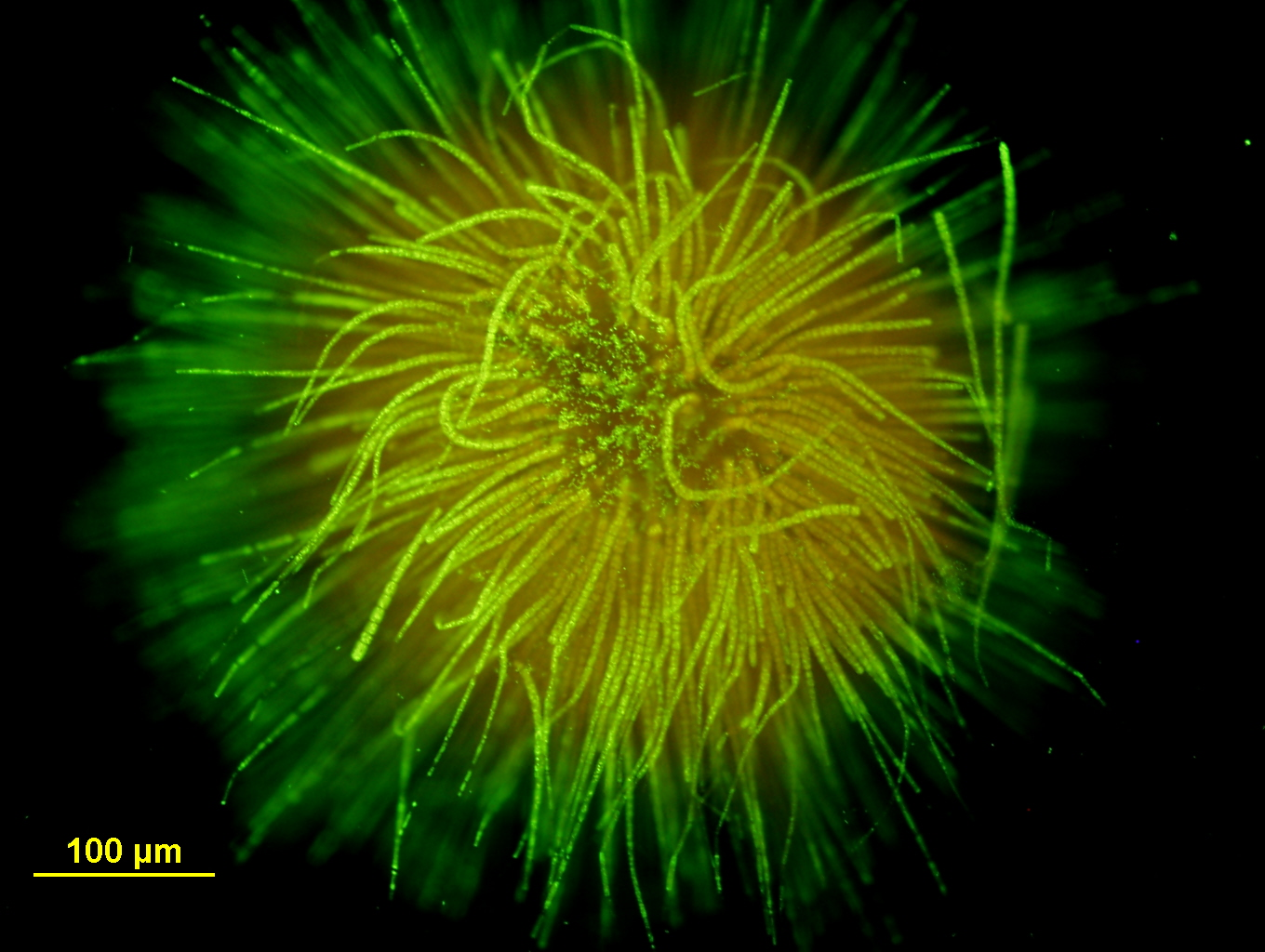
En cyanobakterie färgad grön med cyaninfärgämne

Cyaninfärger används för att märka proteiner, antikroppar, peptider, nukleinsyraprober och alla typer av andra biomolekyler som ska användas i en mängd olika fluorescensdetekteringstekniker: flödescytometri, mikroskopi (främst synligt intervall, men också UV, IR), mikroplattanalyser, mikroarrayer, samt "upplysta sonder" och in vivo-avbildning.

#### Nukleinsyramärkning
I mikroarrayexperiment är DNA eller RNA märkt med antingen Cy3 eller Cy5 som har syntetiserats för att bära en N-hydroxisuccinimidylester (NHS-ester) reaktiv grupp. Eftersom NHS-estrar reagerar lätt endast med alifatiska amingrupper, som nukleinsyror saknar, måste nukleotider modifieras med aminoalylgrupper. Detta görs genom att införliva aminoallylmodifierade nukleotider under syntesreaktioner. Ett bra förhållande är en etikett på var 60:e bas så att etiketterna inte är för nära varandra, vilket skulle resultera i släckningseffekter. 

#### Proteinmärkning
För proteinmärkning bär Cy3- och Cy5-färgämnen ibland en succinimidylgrupp för att reagera med aminer, eller en maleimidgrupp för att reagera med en sulfhydrylgrupp av cysteinrester.
Cy5 är känslig för sin elektroniska miljö. Förändringar i konformationen av proteinet det är fäst vid kommer att ge antingen förbättring eller släckning av emissionen. Hastigheten för denna förändring kan mätas för att bestämma enzymkinetiska parametrar. Färgämnena kan användas för liknande ändamål i FRET-experiment.
Cy3 och Cy5 används i proteomikexperiment så att prover från två källor kan blandas och köras ihop genom separationsprocessen. Detta eliminerar variationer på grund av olika experimentella förhållanden som är oundvikliga om proverna kördes separat. Dessa variationer gör det extremt svårt, om inte omöjligt, att använda datorer för att automatisera insamlingen av data efter att separationen är klar. Att använda dessa färgämnen gör automatiseringen trivial.